# Бугаївка (селище)
Бугаї́вка — селище в Україні, у Алчевській міській громаді, Алчевського району Луганської області.
Знаходиться на тимчасово окупованій території України. 

## Історія
Селище постраждало внаслідок геноциду українського народу, вчиненого урядом СРСР у 1932—1933 роках, кількість встановлених жертв — 145 жителів Бугаївки.
12 червня 2020 року, відповідно до Розпорядження Кабінету Міністрів України  № 717-р «Про визначення адміністративних центрів та затвердження територій територіальних громад Луганської області», увійшло до складу Алчевської міської громади.
17 липня 2020 року, в результаті адміністративно-територіальної реформи та ліквідації Перевальського району увійшло до складу Алчевського району.